# مدیسون جسیوتو گیلبرت
مدیسون ماری جسیوتو گیلبرت (متولد ۲۰ مارس ۱۹۹۲) یک وکیل، ملکه مسابقات، نامزد سیاسی و مدیر سیاسی آمریکایی است. جسیوتو گیلبرت نماینده ملی و بین‌المللی به عنوان دوشیزه اوهایو ایالات متحده آمریکا در سال ۲۰۱۴ بود و نماینده اوهایو در آن سال دوشیزه آمریکا بود. او قبلاً نویسنده یک ستون هفتگی در واشینگتن تایمز با عنوان «ذهنیت هزاره» بود. از سال ۲۰۲۳، او به عنوان سخنگوی ملی کمیته ملی جمهوری خواهان خدمت کرده است. جزیوتو گیلبرت نامزد جمهوری خواهان در انتخابات سال ۲۰۲۲ در ناحیه سیزدهم کنگره اوهایو بود که از امیلیا سایکس دموکرات شکست خورد.